# Зграда механе у Лазници
Зграда старе механе у Лазници, месту у општини Жагубица, подигнута је у другој половини 19. века и представља непокретно културно добро као споменик културе.

## Изглед
Зграда је грађена као типска механа са отвореним тремом дуж целе северне фасаде. Подигнута је на регулационој линији и својом северном страном је окренута према улици.
По величини и функционалној организацији припада развијеном типу пословно-стамбене зграде. Механа је приземна зграда, са полуукопаним подрумом испод дела објекта и тремом у дужини уличне фасаде. Основа је правоугаона, а димензије су 25,10х14,20 м. Темељи и зидови зграде су од ломљеног камена. Спољни зидови су дебљине 70 цм, док су унутрашњи 30-40 цм од опеке. Кров је четвороводан, а кровни покривач ћерамида.
Унутрашњи простор може се поделити на три дела. У средишту је механа са помоћним просторијама, док су са једне стране собе за издавање, а са друге стан за механџију.
Зграда старе механе је недавно срушена, али постоји пројекат реконструкције и ревитализације овог значајног остварења народног градитељства.